# Антисемітизм в Україні
Антисемітизм в Україні — випадки дискримінації євреїв за національною ознакою в Україні. За часів незалежності, згідно з заявами посла Ізраїлю в Україні, таке явище не має системного характеру, а є скоріше хуліганськими випадками.
Історично єврейські організації та громадські діячі а також держави з неприховано анти-українською позицією змальовують Україну як державу де широко поширений антисемітизм, відповідно часто перебільшуючи історичні випадки проявів антисемітизму та погромів на території України. Якщо українці прагнули вести діалог мовою фактів, історичних документів то єврейські публіцисти і журналісти намагалися показати лише наслідки спровокованих єврейською верхівкою діянь, вияви ксенофобії/антисемітизму, уникаючи з'ясування причин їх появи, при цьому значно гіперболізуючи наслідки у вигідному для себе трактуванні.

## В часи Київської Русі
З прийняттям християнської віри Київська Русь успадкувала від Візантії пов'язане з християнською релігією нетолерантне ставлення до єврейського населення[джерело?]. 1113 року в Києві відбувся єврейський погром. Повість временних літ та інші рукописи не мають відомостей про подальше вигнання євреїв.

## В часи Війська Запорозького

### Газерот-тах
Найбільший прояв антисемітизму в Україні відбувся в часи повстання Хмельницького. Причиною його був економічний і соціальний конфлікт між українським селянством та єврейством, яке користувалося величезними привілеями, наданими шляхтою Речі Посполитої, такими як оренда й управління шляхетськими господарствами і навіть православними церквами, монополія та повний контроль над виготовленням та реалізацією алкоголю і збір та запровадження різноманітних податків. Український науковець Матвій Шестопал у своїй праці Євреї на Україні показує, що поряд з орендою, лихварством та торгівлею євреї займалися збиранням данини з місцевого населення і це принесло багатьом єврейським громадам процвітання. Це часто призводило до конфліктів з місцевим населенням, яке відмовлялося визнавати владу шляхти та їхніх прибічників, повставало зі зброєю в руках. Найвищої точки конфлікт досяг під час козацьких воєн 1640—1650 рр., коли повстанцями було знищено велику частину єврейського населення тогочасної України. За оцінкою історика Вейнріба, на всій території Речі Посполитої, охопленої повстаннями і війнами, в 1648-67 рр. загинуло, а також померло від епідемій і голоду 40-50 тис. євреїв, що становило 20-25 % єврейського населення країни за максимальними оцінками; ще п'ять-десять тисяч втекли.

### Повстання гайдамаків
В часи Коліївщини відбулось повторення трагедії. Російський історик Тетяна Таїрова-Яковлева зазначає, що гайдамаки розглядали польську шляхту як ворога, який протистоїть відродженню православ'я на Правобережжі, а єврейське населення - як союзників польської шляхти. Так під час «Уманської різанини» загинуло близько 2 тис. жителів (головним чином євреїв). У ХІХ столітті польська література завищувала цифри жертв до 20 тисяч. 

## В часи Російської імперії

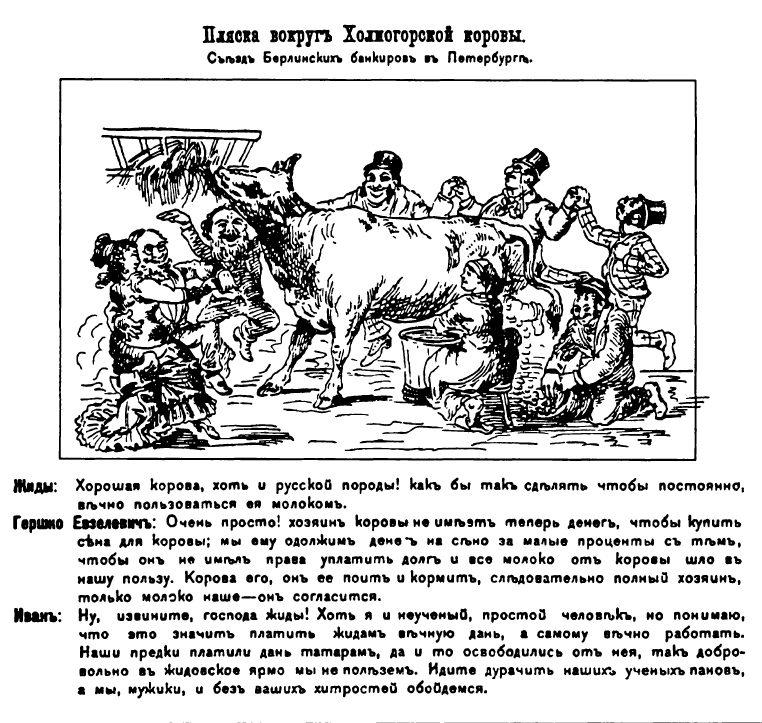
Карикатура «Танці навколо холмогорської корови» (вид. «Єврейське питання у картинках»)

Із приєднанням Лівобережної України до Російської держави гетьманському урядові, часто доводилося звертатися до Санкт-Петербурга за дозволом на проживання єврейських громад, які висловлювали намір переселитися з Правобережжя. Уряд був зацікавлений у розгортанні на Лівобережжі торговельно-підприємницької діяльності євреїв.

### Межа осілості
Після ліквідації Речі Посполитої основна частина європейського єврейства опинилася в межах Російської імперії. Змушений визначити своє ставлення до «єврейського питання», уряд Катерини II обмежив право проживання євреїв в імперії певними територіальними рамками (межа осілості). Лише з 2-ї половині 19 століття окремим категоріям євреїв почали дозволяти проживання за цією межею, а саме: купцям 1-ї гільдії (з 1859), особам, які мали науковий ступінь (з 1861), всім євреям з вищою освітою (від 1879). Будь-які обмеження знімалися, якщо євреї відмовлялися від юдаїзму (див. юдаїзм в Україні) і переходили у православ'я. Одночасно запроваджувалися обмеження на навчання євреїв у навчальних закладах, які давали повну середню або вищу освіту (відсоткова норма).
Межа осілості, відсоткова норма, заборона публічного використання ідишу та івриту, обмеження у заняттях сільсько-господарською працею, заборона на певні професії та інші форми державного антисемітизму офіційно зберігалися в Російській імперії до початку 20 століття (серед європейський країн подібне спостерігалося лише в Румунії). І все-таки євреї займали міцні позиції в економічному житті українських губерній Російської імперії. Станом на 1817 рік вони володіли 30 % заводів і фабрик. До 1872 — контролювали 90 % ґуралень і 32 % цукрової промисловості України.

### Чорносотенні погроми

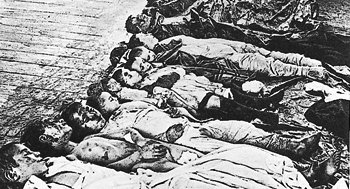
Жертви Катеринославського погрому

Наприкінці 19 століття на українських землях проживало близько 3 млн євреїв. Одним із небагатьох великих міст, в яких євреям дозволялося жити, була Одеса. Тому за чисельністю єврейської общини це місто тоді було на 3-му місці в світі, після Нью-Йорка і Варшави. 1871 року в Одесі відбувся перший єврейський погром. Надалі чорносотенні організації за мовчазної підтримки царського уряду час від часу організовували погроми, особливо в період революції 1905—1907.
Поєднання державного антисемітизму з погромними діями «Союзу російського народу» та інших чорносотенних організацій спричинили масову еміграцію євреїв, здебільшого до Північної Америки. Починаючи з 1870-х років, Російську імперію покинуло 1,2 млн євреїв.
На українських землях Росії і Австро-Угорщини наприкінці 19 століття народився і широко розвинувся сіоністський рух. Єврейська молодь поповнювала собою найрадикальніші політичні партії — як загально-російські (есери, соціал-демократи), так і єврейські (Бунд, Поалей Ціон, Сіоністська соціалістична робітнича партія та ін.).

## В часи Радянського союзу
Політика більшовиків щодо євреїв була суперечлива. З одного боку, у вищому керівництві РСДРП(б) перебувало чимало євреїв. Значна частина євреїв брала участь у комуністичному русі і підтримувала більшовиків. Тому не випадково у більшовицькій пропаганді антисемітизм ототожнювався з контрреволюцією. Володимир Ленін записав свій виступ проти антисемітизму на грамофонну платівку, яка поширювалася по всій країні. 27 липня 1918 року він підписав декрет, яким зобов'язав «усі Ради робітничих, селянських і солдатських депутатів уживати таких заходів, що дієво викоренили б антисемітський рух».
З іншого боку, більшовики з 1918 року почали насаджувати «Воєнний комунізм», тобто боротися з приватною власністю, товарно-грошовими відносинами, торгівлею і ринком. З торгівлею особливо тісно було пов'язане єврейство, через це воно й постраждало від репресивної політики держави.
Більшовики також заперечували політичний плюралізм. З єврейством вони боролися передусім руками самих євреїв. Створені в складі комітетів РКП(б) всіх рівнів єврейські секції зайнялися ліквідацією сіоністських і бундівських організацій, інших єврейських партій, релігійних громад[джерело?].

### В часи Другої Світової війни
Загальна кількість убитих українських євреїв (з урахуванням убитих в полоні і евакуації на території окупованої Росії А. І. Кругловим і Д. Полем оцінюється в 1,5-1,6 млн осіб, тобто кожна четверта жертва Голокосту проживала на території сучасної України.

#### Євреї в НКВС / Колабораціонізм українців
Згідно з заявою Президента Ізраїлю Реувена Рівліна, прогошеній в Верховній раді, близько 1,5 млн євреїв було вбито на території сучасної України під час Другої світової війни[джерело?]. Багато з вбивць були, за словами політика, українцями, зокрема бійцями ОУН, які «знущались, вбивали і у багатьох випадках видавали німцям».. Значною мірою згідно досліджень ряду істориків, це було вендетою за їх участь в реалізації Голодоморів, попри те, що переважаючий відсоток євреїв в ДПУ України у 1920–1930-ті роки не може бути однозначним доказом особливої «змови» чи підтвердженням тези про існування «жидокомуни». Очевидно, що своєю службою в НКВС, значно на керівних посадах, євреї стимулювали хвилю юдофобії, якою згодом скористалися нацисти.

### Політика Сталіна
Йосип Сталін широко використовував, з одного боку, окремих євреїв, які підтримували більшовиків, а з іншого — антисемітизм у боротьбі за владу. В органах державної безпеки, які становили для нього важливий інструмент контролю за суспільством, не випадково було непропорційно багато євреїв. Чекістів єврейського походження легше було підпорядкувати владі через їхню відірваність від власного національного середовища і від суспільства загалом.
Починаючи з останніх років Другої світової війни 1939—1945, коли національна політика партійного керівництва набула рис войовничого расизму, розгорнулася ґрунтовна чистка партійного та державного апарату, силових структур і вищих навчальних закладів від євреїв. 1948 року розпущено Єврейський антифашистський комітет що стало сигналом для масових розправ з єврейською інтелігенцією. Репресії здійснювалися під маскувальною оболонкою «боротьби з космополітизмом». На початку 1953 розпочато «Справу лікарів». Кінцева мета кампанії — депортація євреїв на Далекий Схід, де для них «гостинно» утворили ще з 1930-х років Єврейську автономну область (див. Біробіджанський проект).

### Після ХХ з'їзду КПРС
У доповіді Микити Хрущова на ХХ з'їзді КПРС, в якій було піддано критиці сталінську політику культу особи, державний антисемітизм не засуджувався. Євреї в добу Хрущова переслідувалися переважно за економічні злочини. Поряд із сіонізмом в пресі почали відкрито шельмувати юдаїзм. У видавництві АН УРСР вийшла книга Т.Кичка «Юдаїзм без прикрас» з карикатурами, в яких підкреслювалися фізичні особливості євреїв. Цей вияв відвертого расизму з боку влади, яка завжди пропагувала своє інтернаціональне обличчя, шокував увесь світ.
Зростаюча фінансова, технологічна і навіть продовольча залежність СРСР від країн Заходу зробила ефективним тиск на радянське керівництво, зокрема в питаннях отримання євреями дозволу на еміграцію. Між переписами 1959 і 1970 чисельність євреїв в УРСР внаслідок еміграції скоротилася на 63 тис. осіб, між 1970 і 1979 — на 148 тис., між 1979 і 1989 — на 147 тис. Еміграція здійснювалася під фальшивим приводом «возз'єднання сімей». Привід був потрібний, щоб пояснити, чому через «залізну завісу» випускають тільки євреїв.

## У незалежній Україні

### УНР (1917—1921)
Під час революцій початку 20 століття і Радянсько-української війни 1917—1921 загинуло від 35 до 50 тис. осіб мирного єврейського населення.
15 лютого 1919 р. — Проскурівський погром[джерело?].
серпень-жовтень 1919 р. — Київський погром[джерело?].

### Україна (1991-)
Активну полеміку викликало встановлення пам'ятника Гонті та Залізняку 2015 року в Умані. П'ятитонний пам'ятник поставили неподалік від місця масового поховання забитих під час взяття Умані гайдамаками.
У 2015 році, соціальне дослідження у 18 країнах Європи, вказало, що найнижчий антисемітський настрій в Україні — 5 %
Центр Симона Візенталя помістив «свободівців» Олега Тягнибока та Ігоря Мірошниченка на п'яте місце в топ-10 антисемітів та кривдників євреїв усього світу. Тягнибок потрапив до рейтингу за заклики «боротися з жидами», а Мірошниченко за те, що назвав голлівудську актрису українського походження Міла Куніс «жидівкою».
Посол Ізраїлю в Україні Еліав Бєлоцерковські зазначає, що порівнюючи з іншими європейськими країнами, прояви антисемітизму в Україні відбуваються набагато рідше, і носять більше хуліганський характер, ніж системний.
З 2018 року Об'єднана єврейська община України проводить системний моніторинг випадків антисемітизму в Україні. В січні 2019 року ОЄОУ опублікувала свій перший звіт «Антисемітизм в Україні — 2018 [Архівовано 29 січня 2020 у Wayback Machine.]». В ньому ОЄОУ визнає наявність антисемітизму в Україні, але відзначає його побутовий характер. У звіті йде мова про зростання випадків непрямого антисемітизму та вандалізму. При цьому організація звертає увагу на те, що за 2018 рік не зафіксовано жодного випадку фізичного насилля, спричиненого нетерпимістю до євреїв. Варто зазначити, що згідно зі звітом загальна кількість зафіксованих інцидентів антисемітського характеру — 107, з яких 73 випадки були спрямовані на приниження єврейської національності, донесення думки щодо їх неповноцінності, прямі образи та погрози на їхню адресу.
На виборах Президента України 2019  понад 13 млн громадян України обрало Президентом Володимира  Зеленського  - українського єврея. 
За підсумками 2019 року Об'єднана єврейська громада України заявила про зниження рівня антисемітизму в Україні на 27%, такий висновок був відображений в звіті "Антисемітизм в Україні - 2019".
За підсумками 2020 року Об'єднана єврейська громада України опублікувала черговий звіт "Антисемітизм в Україні - 2020", за підсумками якого антисемітизм в Україні визначається організацією на попередньому рівні.